# Mahdi Ali
Mahdi Ali est un footballeur émirati reconverti en entraîneur de football, né le 20 avril 1965.

## Palmarès

### Palmarès de joueur
- Coupe des Émirats arabes unis
  - Vainqueur : 1988 et 1996

### Palmarès d'entraîneur
- Troisième de la Coupe d'Asie des nations 2015